# Мавал
Мавал (मावळ) — село, техсіл, округ Пуне. Розташоване за 4 км від міста Хадапсар, відноситься до приміського району Пуне. В населеному пункті знаходиться залізнична станція на шляху від Пуне до Даунда. Розташоване в гористій місцевовсті на захід від міста Пуне, чимало працюючих зайнято в підприємствах сільськогосподарської диверсифікації. Неподалік знаходиться найвища точка місцевості — Магабалешвар, 1353 метри над рівнем моря. В околицях Мавале Шиваджі формував свою армію із селян під час війни з британцями.

## Принагідно
- Maval Taluka [Архівовано 21 березня 2016 у Wayback Machine.]
- гугл-мапа

| Індія | Це незавершена стаття з географії Індії. Ви можете допомогти проєкту, виправивши або дописавши її. |